# Rosa Conesa Boronat
Rosa Conesa Boronat (Barcelona, 21 de gener de 1961) és una nedadora catalana.
Membre del Club Natació Montjuïc, fou especialista en proves de velocitat. El 1979 guanyà la tradicional i popular Copa de Pasqua i el 1980 fou campiona absoluta de Catalunya i d'Espanya de 100 metres lliures. Amb el CN Montjuïc, ha aconserguit el títol de Campiona de Catalunya absoluta en categoria femenina en 100 metres lliures, amb un temps de 1:01,09.